# Aethria felderi
Aethria felderi là một loài bướm đêm thuộc phân họ Arctiinae, họ Erebidae.